# Полюс притяжения
«Полюс притяжения» — второй студийный альбом украинской певицы Тины Кароль, выпущенный 25 декабря 2007 года на лейбле Astra Records. Пластинка является третей по счёту в дискографии певицы.

## Об альбоме
«Полюс притяжения» — третий релиз в творчестве Тины Кароль. В этом альбоме — песни различных авторов из Швеции, Великобритании, России, Белоруссии. Одна из них — от знаменитого композитора Любаши. Слова к некоторым песням, певица написала сама.
10 новых песен, включая две англоязычные, были записаны за десять дней в Лондоне, на студии «Metrofonic», где в своё время записывались Селин Дион, Энрике Иглесиас, Бритни Спирс Тина Тернер и другие. На диске также записаны два последних видеоклипа певицы — «Люблю его» (самые масштабные съемки за всю историю клипмейкерства на Украине) и «Полюс притяжения» (снятый «непрерывающимся дублем» на сцене Национальной оперы Украины).
Через 3 недели после релиза, альбом удостоился золотого статуса в стране, за продажу более 50 тысяч экземпляров. Спустя 9 месяцев, пластинка получила статус платинового. С момента выпуска он был распродан в количестве, превысившим 100 тысяч экземпляров. На Украине это третий платиновый альбом. До этого таким достижением могли похвастаться лишь группа Океана Ельзи и Ирина Билык.

## Продвижение
В ноябре 2007, Тина Кароль отправилась в свой всеукраинский концертный тур под названием «Полюс притяжения», в рамках которого она посетила 25 городов Украины. Гастроли приурочены к выходу третьего студийного альбома артистки с одноимёнными названием. По словам певицы, полюс притяжения для неё — это зрители.
«Я не стала делать свое шоу попсово-гламурним. Зритель давно устал от блеска и мишуры. Мой концерт — это вечер, во время которого мы со зрителем просто поговорим по душам, потому и программа называется „Полюс притяжения“, потому что эти полюса — я и люди, которым нужны мои песни», — говорит Тина.
В рамках концертного тура, Кароль дала первый в своей жизни сольный концерт во Дворце Украина. Фишками тура станут выступления артистки с Ансамблем песни и пляски Вооруженных сил Украины. Также несколько композиций Кароль исполняет под аккомпанемент петербургского коллектива «Хрустальная гармония», который играет на хрустале, касаясь его влажными ладонями.

## Список композиций
| №                   | Название                  | Текст песни                                     | Музыка                                          | Длительность |
| ------------------- | ------------------------- | ----------------------------------------------- | ----------------------------------------------- | ------------ |
| 1.                  | «Полюс притяжения»        | Илья Брылин                                     | Сергей Саунин                                   | 3:37         |
| 2.                  | «Белое небо»              | Екатерина Качина, Леонид Ширин                  | Леонид Ширин                                    | 3:01         |
| 3.                  | «Люблю его»               | Татьяна Миронова                                | Татьяна Миронова                                | 3:48         |
| 4.                  | «Ни к чему»               | Тина Кароль                                     | Дмитрий Климашенко                              | 2:53         |
| 5.                  | «Ключик»                  | Любаша                                          | Любаша                                          | 3:32         |
| 6.                  | «У неба попросим»         | Лариса Архипенко                                | Дмитрий Климашенко                              | 3:10         |
| 7.                  | «Время как вода»          | Тина Кароль                                     | Brandon Stone, Тина Кароль                      | 3:10         |
| 8.                  | «Loosing My May»          | Fredrik Westlund, Jonas Thander, Svante Halldin | Fredrik Westlund, Jonas Thander, Svante Halldin | 4:37         |
| 9.                  | «Come On»                 | Fredrik Westlund, Jonas Thander, Svante Halldin | Fredrik Westlund, Jonas Thander, Svante Halldin | 3:18         |
| 10.                 | «Время как вода (Remake)» | Тина Кароль                                     | Евгений Major Филатов                           | 3:11         |
| Общая длительность: | Общая длительность:       | Общая длительность:                             | Общая длительность:                             | 32:57        |

## Сертификации и продажи
| Регион                                                       | Сертификация | Продажи  |
| ------------------------------------------------------------ | ------------ | -------- |
| Украина (IFPI)                                               | Платиновый   | 100,000* |
| * Данные о продажах приведены только на основе сертификации. |              |          |